# Cerro Los Cañizos
El Cerro Los Cañizos (10°02′39″N 68°18′56″O / 10.0442, -68.3156) es una formación de montaña ubicada en el extremo norte del Municipio Tinaquillo (Cojedes), Venezuela. A una altitud de 863 m s. n. m., el Cerro Los Cañizos es una de las montañas más altas en Cojedes. 

## Ubicación
El Cerro Los Cañizos se encuentra al norte de Tinaquillo en el extremo más norte del límite de Cojedes con Carabobo. Por el norte se continúa hacia Bejuma por el troncal 11 y por el este con la Autopista José Antonio Páez.